# KG0516
KG0516 es el tercer álbum de estudio de la cantante colombiana Karol G. Se lanzó el 25 de marzo de 2021 a través de Universal Music Latin y contó con los sencillos: «Tusa» con Nicki Minaj, «Ay, Dios mío!», «Bichota», «Location» con Anuel AA y J Balvin, «El makinón» con Mariah Angeliq, «El barco» y «200 copas». También presenta otras apariciones especiales de Camilo, Nathy Peluso, Ozuna, Yandar & Yostin, Ludacris, Emilee  e Ivy Queen, entre otros.

## Antecedentes
Las sesiones de grabación de KG0516 comenzaron aproximadamente en el verano de 2019. En KG0516, Karol por primera vez se desempeñó como coproductora junto a su productor Ovy on the Drums. También coescribió 15 de las 16 canciones del set («Leyendas» es la única excepción).
Durante todo el proyecto ofrece un tributo a figuras clásicas del reguetón, incluidos Ivy Queen, Wisin & Yandel, Zion & Lennox, Nicky Jam y Alberto Stylee, todos colaboradores del álbum, pues mezcla los sonidos de la década de los noventa y dos miles con sonidos actuales. El título del álbum hace referencia a un vuelo: «KG» son las siglas de la cantante y «0516» hace referencia a la fecha donde sus padres firmaron el primer contrato discográfico 16 de mayo ya que ella era menor de edad, por lo que significa el viaje que Karol tuvo que hacer para lograr el éxito.

## Lanzamiento
El 16 de marzo de 2021, Karol publicó en su cuenta de Instagram y canal de YouTube un video para anunciar el lanzamiento de su nuevo proyecto. El video muestra un vuelo de avión privado con varias versiones de Karol haciendo de los trabajadores del avión, así mismo la pareja que toma este vuelo privado es otra versión de Karol disfrutando el vuelo con su pareja interpretada por el modelo Quinten Barnard. La voz del personaje de azafata es hecha por la cantante colombiana Kali Uchis.
El 17 de marzo, la misma cantante comparte la portada del álbum, en esta se observa a Karol y Quinten juntos otra vez en una escena algo explícita, la portada fue diseñada y tomada por el artista estadounidense David LaChapelle, artista que también ha creado portadas de álbumes para Britney Spears, Travis Scott y Michael Jackson. Ese mismo día en Estados Unidos, Target lanzó en preventa el álbum en formato CD, únicamente disponible en el país.
Una semana después, Karol publicó en su cuenta de Instagram la contraportada del álbum, que revelaba la lista de canciones y sus colaboradores, finalmente el álbum fue lanzado en la tarde del 25 de marzo de 2021 en servicios de streaming.

## Recepción

### Comentarios de la crítica
El sitio británico All Music le dio una calificación de 90 sobre 100 puntos, mencionando que KG0516 establece a Karol G como una visionaria; ella empuja con fuerza los límites de urbano, mezclándolos con el multiverso pop, solo para poner las muchas dimensiones del álbum bajo el dominio del reguetón.

### Desempeño comercial
KG0516 debutó en número 1 de Billboard Top Latin Albums, en apenas una semana en los Estados Unidos certificó 6 discos de platino latino con 360,000 ventas certificadas, para después lograr 11 discos de platino por 660,000 copias vendidas en los Estados Unidos, en México a menos de un mes de lanzamiento, ya había logrado certificar 4 discos de platino por 560,000 ventas certificadas, tres meses después de cumplir un año de salida, logró certificar triple disco de diamante y platino por 2,240,000 de ventas certificadas, logrando ser el segundo disco mejor vendido en la historia de México, desde que se empezaron a registrar las certificaciones en 1999. Logró su mejor posición en la lista nacional de Estados Unidos en el Billboard 200 con el puesto 20.
Se convirtió en el mejor debut para un álbum femenino de una cantante latina en Spotify, y lideró a nivel mundial, posicionándose #1 en el listado ‘Top Global Album Debuts’ de la plataforma, y cuatro de sus canciones fueron ubicadas en el listado global de ‘Top 200’, incluyendo ‘Bichota’ de #26, ‘Location’ de #80, ‘El Makinon’ de #112 y ‘Tusa’ de #135. A 8 meses de su lanzamiento, el álbum ya había vendido 1.38 millones de copias en todo el mundo.

## Promoción
El 19 de noviembre hace una presentación en los Grammys Latinos de 2020, cantando Tusa. El proyecto ya tenía 4 sencillos promocionales, que fueron lanzados entre noviembre de 2019 y febrero de 2021, el quinto sencillo fue 'El Makinon', en colaboración con Mariah Angeliq, que se lanzó el mismo día que el álbum el 25 de marzo. Llegando al número 6 de Hot Latin Songs. El 23 de marzo, Karol hace su primera presentación en los Billboard Music Awards del 2021, interpretando 'Bichota', 'El Makinon' y 'El Barco'.
Karol G anunció el lunes 14 de junio su regreso a los escenarios estadounidenses con el “Bichota Tour”, que empezará el próximo 27 de octubre en el Mission Ballroom de Denver, Colorado, para luego proseguir por otras 19 ciudades del país.
La gira hará paradas en las principales ciudades de Estados Unidos, entre ellas Los Ángeles, Nueva York, Boston, Las Vegas, Filadelfia y Washington D. C., para finalmente cerrar en el FTX Arena (antes American Airlines Arena) de Miami el día 26 de noviembre y al día siguiente en el Coliseo de Puerto Rico, en San Juan.

## Reconocimientos
| Año  | Ceremonia                    | Categoría                         | Resultado | Ref.   |
| ---- | ---------------------------- | --------------------------------- | --------- | ------ |
| 2021 | Premios Juventud             | Álbum del año                     | Nominado  | [ 16 ] |
| 2022 | Billboard Music Awards       | Top Latin Album                   | Ganador   | [ 17 ] |
| 2022 | iHeartRadio Music Awards     | Álbum reguetón/pop latino del año | Ganador   | [ 18 ] |
| 2022 | Latin American Music Awards  | Álbum del año                     | Ganador   | [ 19 ] |
| 2022 | Latin American Music Awards  | Álbum urbano favorito             | Ganador   | [ 19 ] |
| 2022 | Premios Juventud             | Álbum del año                     | Ganador   | [ 20 ] |
| 2022 | Premios Lo Nuestro           | Álbum del año                     | Nominado  | [ 21 ] |
| 2022 | Premios Lo Nuestro           | Álbum urbano del año              | Nominado  | [ 21 ] |
| 2022 | Premios Tu Música Urbano     | Álbum del año - Artista femenina  | Ganador   | [ 22 ] |
| 2022 | Billboard Latin Music Awards | Top Latin Album of the Year       | Nominado  | [ 23 ] |
| 2022 | Billboard Latin Music Awards | Latin Rhythm Album of the Year    | Nominado  | [ 23 ] |

## Lista de canciones
| KG0516 |                                                                                                | |                                                 |          |  |
| N.º    | Título                                                                                         | Escritor(es) | Director(es)                                    | Duración |  |
| 1.     | «Déjalos que miren»                                                                            | Daniel Echavarria Oviedo, Justin Quiles, Julio Manuel González Tavárez y Giraldo | Ovy On The Drums                                | 2:47     |  |
| 2.     | «El Makinón» (con Mariah Angeliq)                                                              | Giraldo, Mariah Angeliq, José Carlos Cruz, Freddy Montalvo y Gabriel Armando Mora Quintero | Subelo NEO                                      | 3:29     |  |
| 3.     | «200 copas»                                                                                    | Giraldo, Daniel Echavarría Oviedo, Daniel Obar y Rosalía Félix | Ovy On The Drums                                | 3:37     |  |
| 4.     | «Contigo voy a muerte» (con Camilo)                                                            | Giraldo, Camilo, Daniel Echavarria Oviedo y Kevyn Mauricio Cruz Moreno | Ovy On The Drums                                | 3:39     |  |
| 5.     | «DVD»                                                                                          | Giraldo y Daniel Echavarria Oviedo | Ovy On The Drums                                | 3:18     |  |
| 6.     | «El barco»                                                                                     | Giraldo, Daniel Echavarria Oviedo y Jorge J. Muñiz Ortiz | Ovy On The Drums                                | 3:23     |  |
| 7.     | «Location» (con Anuel AA y J Balvin)                                                           | Keityn, Giraldo, Echevarría, Emmanuel Gazmey y José Álvaro Osorio Balvin | Ovy On The Drums                                | 4:25     |  |
| 8.     | «Gato malo» (con Nathy Peluso)                                                                 | Giraldo, Nathy Peluso y Daniel Echavarria Ovied | Ovy On The Drums                                | 3:45     |  |
| 9.     | «Odisea» (con Ozuna)                                                                           | Giraldo, Ozuna, Kevyn Mauricio Cruz Moreno y Jan Carlos Ozuna Rosado | Ovy On The Drums                                | 3:43     |  |
| 10.    | «Bichota»                                                                                      | Giraldo, Julio González, Justin Quiles, Cristian Salazar y Echevarría | Ovy On The Drums                                | 2:58     |  |
| 11.    | «Sola es mejor» (con Yandar & Yostin)                                                          | Giraldo, Daniel Echavarria Oviedo, Oscar Andrés Gutiérrez Serna, Juan Esteban Castañeda y Anderson José Arellan Sabino | Ovy On The Drums y Oscar Andrés Gutiérrez Serna | 3:20     |  |
| 12.    | «Arranca pal carajo» (con Juanka & Brray)                                                      | Giraldo, Daniel Echavarria Oviedo, Juan K. Bauza Blasini y Bryan García Quiñones | Ovy On The Drums                                | 4:06     |  |
| 13.    | «Ay, Dios mío!»                                                                                | Keityn, Giraldo y Echevarría | Ovy On The Drums                                | 3:09     |  |
| 14.    | «Beautiful Boy» (con Ludacris & Emilee)                                                        | Kisean Anderson, Ben E. King, J.R. Rotem, Jerry Leiber, Mike Stoller, Giraldo, Chris Bridges, Daniel Echavarria Oviedo | Ovy On The Drums                                | 3:17     |  |
| 15.    | «Tusa» (con Nicki Minaj)                                                                       | Keityn, Giraldo y Onika Maraj | Ovy On The Drums                                | 3:21     |  |
| 16.    | «Leyendas» (con Wisin & Yandel, Nicky Jam, Ivy Queen, Chencho Corleone, Zion y Alberto Stylee) | María Pasante, Félix G. Ortiz Torres, Gabriel Enrique Pizarro, Juana Socorro Guerrido Flores, Rafael Pina, Nick Rivera Caminero, Luis F.Cortes, Nelson Díaz, Carlos Alberto, Annie Lennox, Marcos "Tainy" Masis, Juan Luis Morera Luna, David A. Stewart y Llandel Veguilla Malave | Ovy On The Drums                                | 6:55     |  |

## Posicionamiento en listas
| Listas (2021)                        | Mejor posición |
| ------------------------------------ | -------------- |
| Estados Unidos (Top Latin Albums)    | 1              |
| Estados Unidos (Latin Rhythm Albums) | 1              |
| España (PROMUSICAE)                  | 3              |
| Estados Unidos (Billboard 200)       | 20             |
| Suiza (Schweizer Hitparade)          | 48             |
| Italia (FIMI)                        | 68             |
| Francia (SNEP)                       | 155            |

## Certificaciones
| País (organismo certificador) | Certificación       | Unidades certificadas |
| ----------------------------- | ------------------- | --------------------- |
| Argentina (CAPIF)             | 4x Diamante         | 540 000               |
| España (PROMUSICAE)           | Platino             | 50 000                |
| Estados Unidos (RIAA)         | 11x Platino         | 660 000               |
| México (AMPROFON)             | 3x Diamante+Platino | 2 240 000             |
| Ventas totales: 3 460 000     |                     |                       |

## Historial de lanzamiento
| País           | Fecha               | Formato        | Discografíca            | Ref.   |
| -------------- | ------------------- | -------------- | ----------------------- | ------ |
| Mundo          | 25 de marzo de 2021 | Streaming y CD | Universal Music Latin   | [ 34 ] |
| Estados Unidos | 17 de marzo de 2021 | CD             | Republic Records y UMLE | [ 7 ]  |